# Людольф Август фон Бісмарк
Людольф Август фон Бісмарк (нім. Ludolf August von Bismarck; 12 березня 1683, Прусська Голландія — 15 жовтня 1750, Полтава) — військовий діяч, дипломат Пруссії та Російської імперії.

## Життєпис

### На службі Пруссії
Походив з знатного роду Бісмарків, гілки Шенгаузен (неподалік від Магдебургу). Його дід Валентин Буссо фон Бісмарк (перебував на службі у Швеції), був молодшим братом Августа (I) фон Бісмарка, предка канцлера Німецької імперії Отто фон Бісмарка.
Син Крістофа Фрідріха фон Бісмарка, пруського генерала-майора і коменданта Кюстрина, та Луїзи Маргарити фон дер Ассебург. Народився у 1683 році у місті Прусська Голландія. У 1698 році втратив матір.
У молодості вступив на військову службу. 1704 року помирає його батько. У 1714 році одружується на представниці роду Ассебург, але вона померла 1719 року.
Через вбивство свого денщика опинився під слідством. Лише заступництво короля Фрідріха-Вільгельма I допомогло йому. Втім, Бісмарк, що на той час був полковником, тривалий час не отримував підвищення у військовому званні. Тому він подав у відставку, продав маєток Сотике (неподалік від Кенігсбергу) й перейшов на російську службу у 1732 році.

### На службі Росії
Тут завоював довіру впливового сановника Ернста-Йоганна Бірона, який надав Людольфу Августу фон Бісмарку звання генерал-майора. 1733 року стає генерал-лейтенантом та очільником Астраханського полку, що розташовувався в Санкт-Петербурзі. 15 травня 1733 року оженився на сестрі дружини Бірона — камер-фрейліні Теклі Тротти фон Трейден.
У 1733—1735 роках брав участь у Війні за польську спадщину, командуючи корпусом в Курляндії. У 1734 році був посланий з дипломатичним дорученням до Великої Британії, де намагався залучити останню на боці Російської імперії проти Франції. Проте без успіху.
Після відкликання Бургард-Крістофа Мініха і принца Людвига Вільгельма Гессен-Гомбургзького, деякий час виконував обов'язки командувача армією в Речі Посполитій. Август III нагородив його орденом Білого Орла.
Брав участь у російсько-турецькій війні 1735—1739 років.Був призначений віце-президентом Військової колегії і губернатором Риги.
У 1737 році прибув до Мітави (столиці Курляндії) з двома полками на допомогу російській посланнику барону Герману фон Кейзерлінгу, і, оточивши військами збори курляндской знаті, сприяв обранню Ернста-Йоганна Бірона герцогом курляндським. В нагороду 1740 року отримав чин генерал-аншефа і пост генерал-губернатора Ліфляндії. Того ж року підтримав звернення ліфляндського лицарства щодо проведення місцевого ландтагу, завдяки чому Ліфляндци отримали від Сенату Російської імперії згоду на збори лантагу (вперше з 1730 року).
Будучи свояком Бірона і заступником Мініха, намагався домогтися припинення ворожнечі між ними. Після повалення Бірона в ніч з 8 на 9 листопада 1740 року (з ініціативи мініха) фон Бісмарка було заарештовано й разом з іншими родичами Бірона відправлено до Івангороду, де його справу розслідувала комісія Андрій Ушаков і Михайло Леонтьєв. З'ясувалося, що Бісмарк не знає російської мови, тому перекладачкою була його дружина. Маніфестом імператора Івана VI він був засуджений і відправлений на заслання, перепроваджений 13 січня 1741 року до Тобольську, а 18 листопада переведено до Березова.
Після заколоту 6 грудня 1741 року до влади прийшла Єлизавета I. 1742 року переведено до Ярославля. 1744 року Людольф Август фон Бісмарк отримав повне помилування.
У березні 1747 року (за іншими відомостями призначення відбулося 1745 року, але офіційно представлення пізніше) було призначено командувачем Української дивізії та військами в Астраханській губернії. Помер у Полтаві 1750 року.

## Родина
1.Дружина — Йоганна Маргарита фон дер Ассебург
Діти:
- Альбертина-Луїза (1718—1786), дружина прусського майора Фрідріха Вільгельм фон дер Альбе

2. Дружина — Текла-Катарина, баронеса Тротта фон Трейден